# Húnavatn
Die Landgemeinde Húnavatn (isl. Húnavatnshreppur) war eine Gemeinde im  Nordwesten von Island.
Sie schloss sich am 14. Mai 2022 mit der Stadt Blönduós zur Gemeinde Húnabyggð zusammen.
Am 1. Januar 2019 hatte die Gemeinde 371 Einwohner. Der Sitz der Gemeindeverwaltung war in Blönduós.

## Geografie

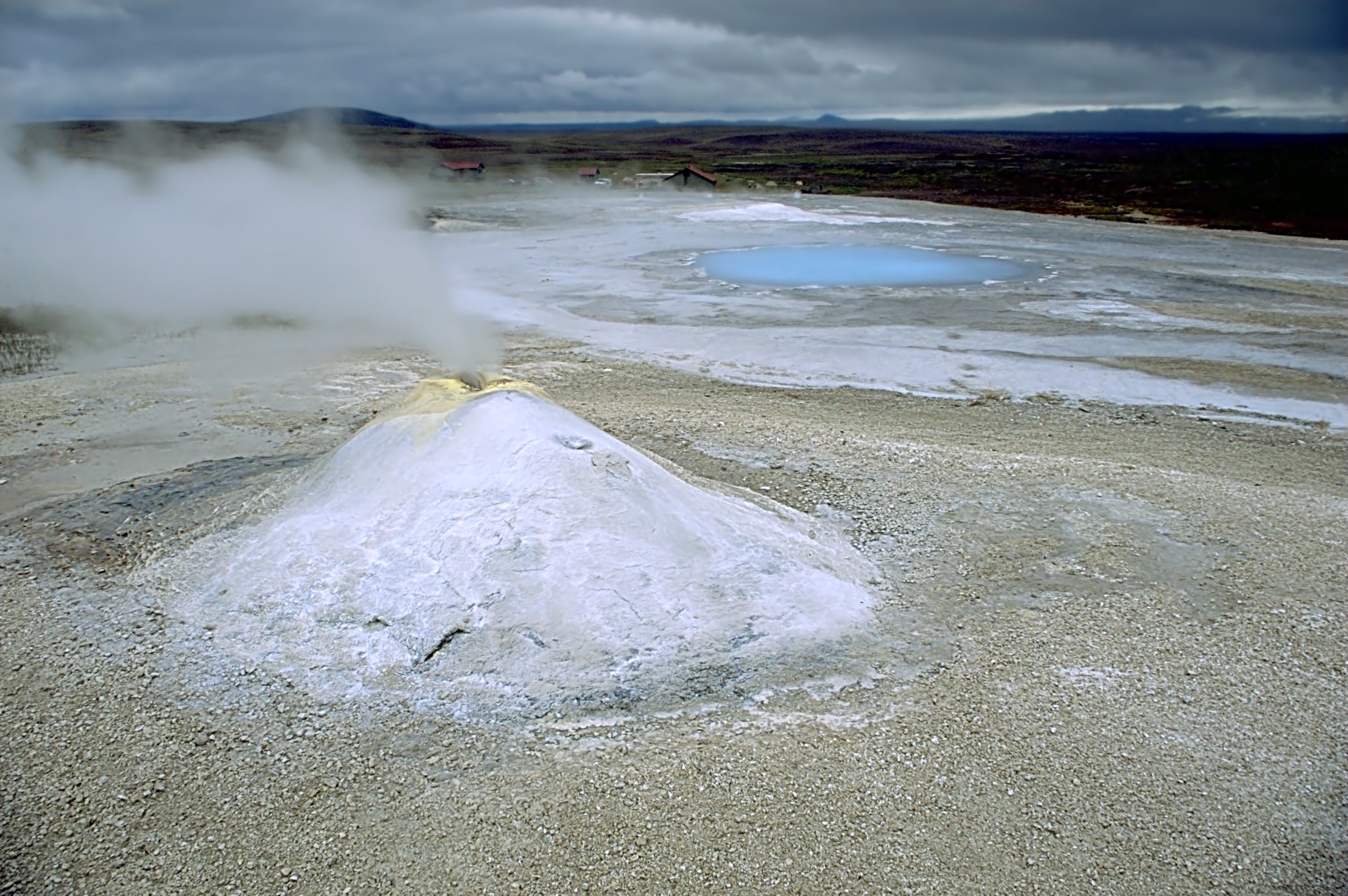
Hveravellir

Das Gemeindegebiet erstreckt sich in leicht südöstlicher Richtung vom Húnafjörður, einem Teil der großen Húnaflói-Bucht bis ins Hochland zum Gletscher Hofsjökull. Im Süden liegt Hveravellir mit seinen heißen Quellen. Im Südwesten des Gemeindegebiets liegt der Gletscher Langjökull.
Die Hochlandpiste Kjölur führt von Hveravellir durch das gesamte Gemeindegebiet bis zum Nachbarort Blönduós. Östlich des Kjölur wird der Fluss Blanda zum 57 km² großen Stausee Blöndulón aufgestaut. Ein weiteres Gewässer ist der Lagunensee Hóp, der an der Grenze zur westlichen Nachbargemeinde Húnaþing vestra liegt. Östlich des Hóp liegt der namensgebende See Húnavatn.
Im Norden des Gemeindegebiets liegt der See Svínavatn, der vom Fluss Svínadalsá, der durch das Svínadalur fließt, gespeist wird. Westlich des Sees befindet sich das Massiv Vatnsdalsfjall und das Vatnsdalur.
Umgebende Gemeinden sind im Norden Blönduós, im Osten Skagafjörður, im Süden Bláskógabyggð, im Südwesten Borgarbyggð, im Westen Húnaþing vestra.

## Geschichte
Die Gemeinde wurde am 1. Januar 2006 durch den Zusammenschluss der vier Landgemeinden Sveinsstaðahreppur, Torfalækjarhreppur, Svínavatnshreppur und Bólstaðarhlíðarhreppur gebildet.
Die Gemeinde Áshreppur hatte am 1. Dezember 2005 noch 66 Einwohner und schloss sich am 10. Juni 2006 mit der Gemeinde Húnavatn (Húnavatnshreppur) unter deren Namen zusammen. Der Haupterwerbszweig ist die Landwirtschaft.

## Ortsteile und Höfe

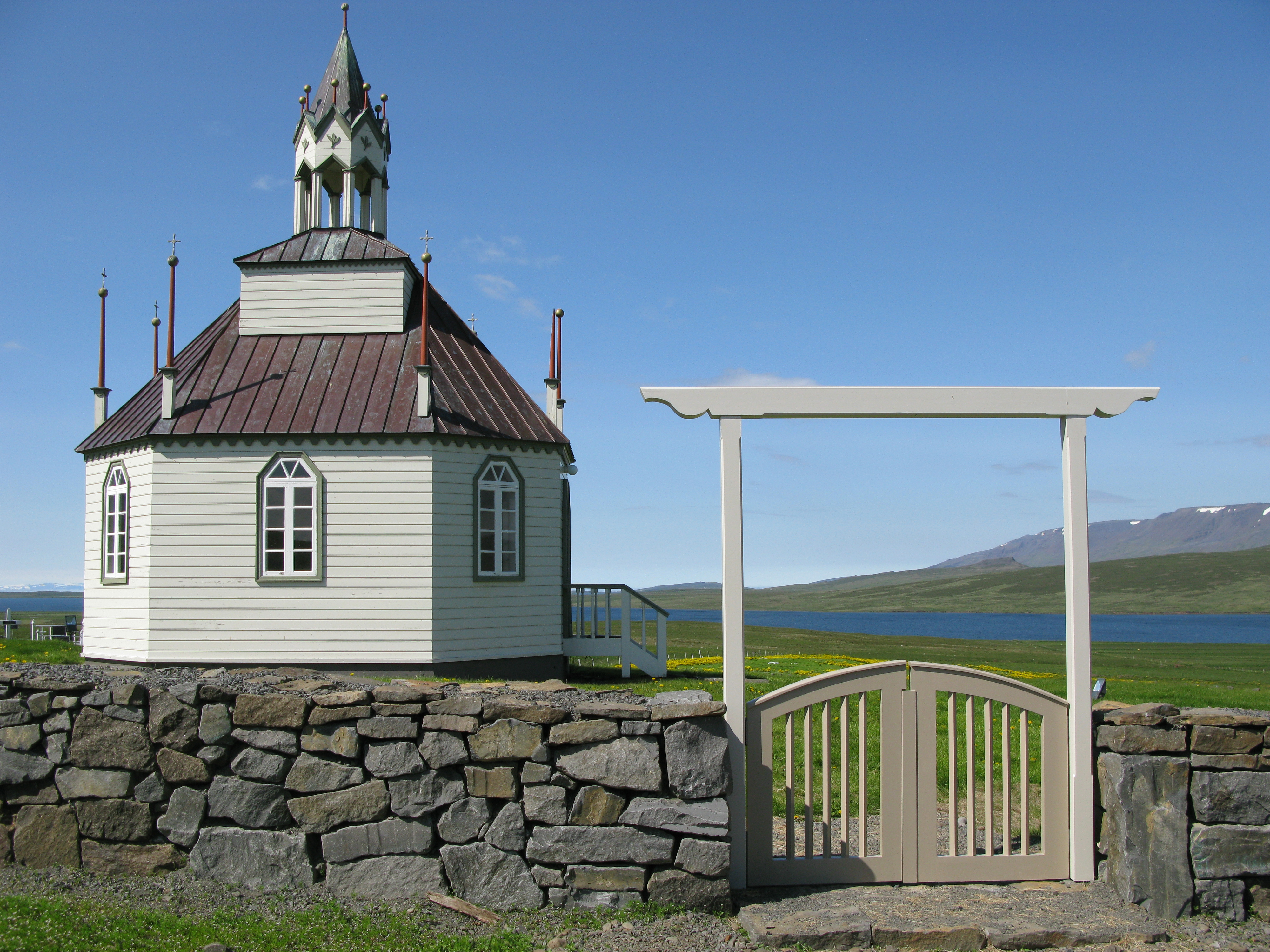
Auðkúlukirkja

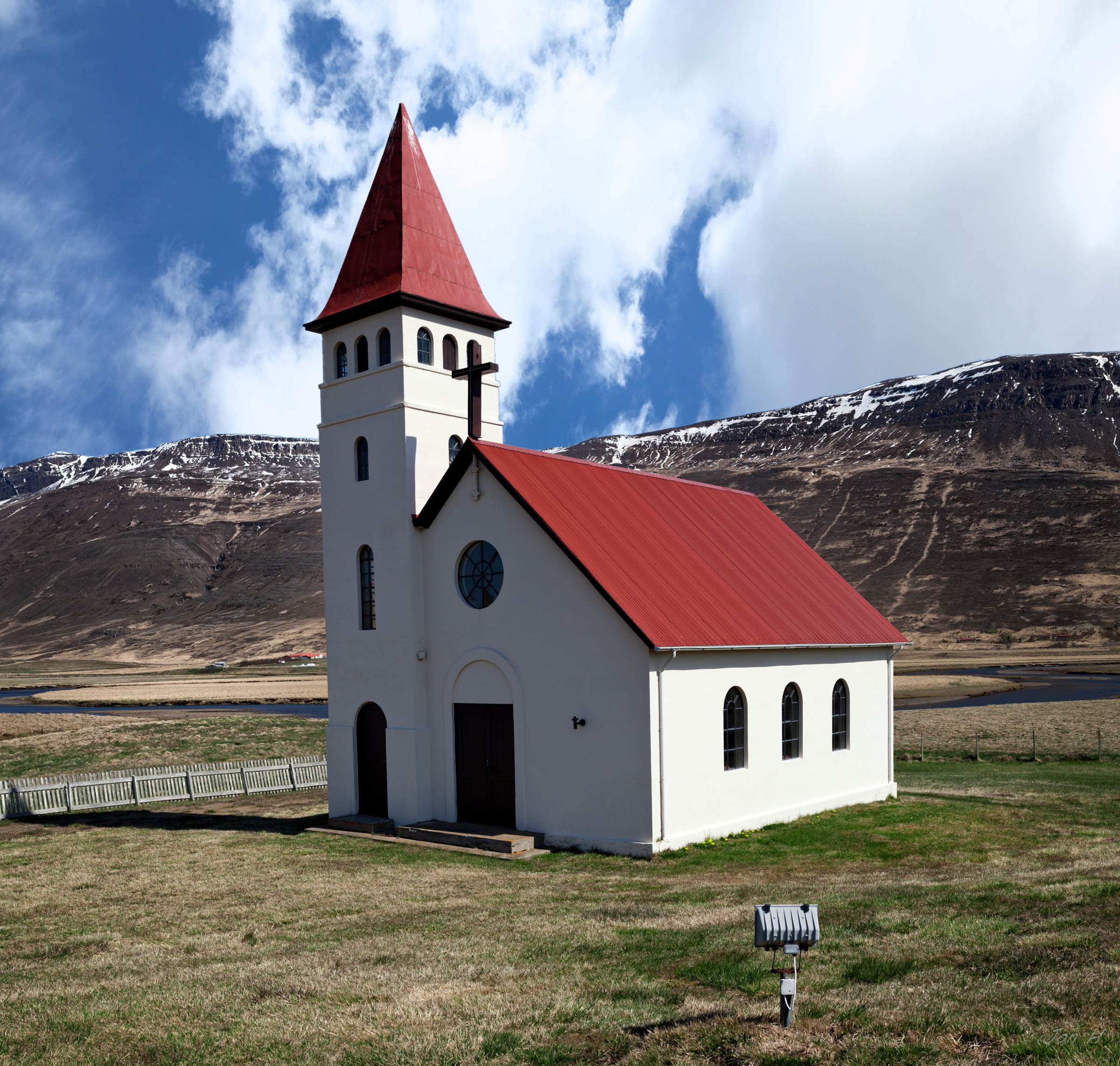
Undirfellskirkja

Bólstaðahlíðarkirkja

### Auðkúlu
Das Gehöft Auðkúlu liegt im Norden der Gemeinde am See Svínavatn. Die achteckige Holzkirche Auðkúlukirkja von 1894 birgt in ihrem Inneren ein Altargemälde von dem dänischen Künstler Andreas Taastrup von 1875, das den auferstandenen Jesus mit Maria Magdalena am Grabe darstellt.

### Þingeyrar
In Þingeyrar an der Ostseite des Hóp (und an der Westseite des Húnavatn) wurde im frühen 12. Jahrhundert das erste Kloster Islands gegründet. Es wurde im Jahr 1550 wieder aufgegeben und war somit das am längsten existierende Kloster Islands. Die derzeitige Kirche, die Þingeyrakirkja, stammt aus dem 19. Jahrhundert, sie wurde 1877 eingeweiht.

### Bólstaðarhlíð
Der Hof Bólstaðarhlíð liegt am Hringvegur. Seine Holzkirche, Bólstaðarhlíðarkirkja, wurde 1888–1889 erbaut und steht seit 1990 unter Denkmalschutz. Das Retabel wurde 1874 erstmals erwähnt und hat ein ungewöhnliches Motiv, Jesus zur Rechten Gottes, wobei nicht bekannt ist, wer es gemalt hat.

### Bergstaðir
Im Südosten der Gemeinde liegt im Tal Svartárdalur der Hof Bergstaðir, dessen Holzkirche Bergstaðakirkja 1883 erbaut und 1990 unter Denkmalschutz gestellt wurde. Bereits 1318 wurde eine Kirche an dieser Stelle erwähnt. Das Retabel aus dem 17. Jahrhundert zeigt Jesus in Emmaus. Die Kirche hat an Stelle eines Turmes einen zweiteiligen Dachreiter mit einem Kreuz auf dem Spitzdach.

### Svínavatn
Die Kirche Svínavatnskirkja des Hofes Svínavatn wurde 1882 erbaut und steht auf einem steinernen Sockel. Die erste Kirche an dieser Stelle wurde bereits 1318 erwähnt. Das von dem dänischen Maler Hans Viggo Westergaard (1870–1928) 1902 geschaffene Altargemälde zeigt Jesus am See Genesareth.

### Undirfellskirkja
In der Mitte des Tals Vatnsdalur erhebt sich die 1915 erbaute Steinkirche Undirfellskirkja mit einem weithin sichtbaren Turm. Auch hier wurde eine erste Kirche bereits 1318 erwähnt. Das Altargemälde von Ásgrímur Jónsson stellt Jesus beim Predigen dar.

## Infrastruktur
Durch den nördlichen Teil der Gemeinde verläuft der Hringvegur, die gut ausgebaute und wichtigste Landstraße Islands mit täglicher Linienbusverbindung von und nach Reykjavík und Akureyri. Der nächste Flughafen ist der Flughafen Akureyri. Schulen, Kindergarten, Sportstätten, Gesundheitszentrum (Heilsugaeslustöð), Tankstellen, Einkaufsmöglichkeiten und weitere Dienstleistungen bietet die Stadt Blönduós, die allerdings nicht zur Gemeinde Húnavatn gehört. Auf einigen Höfen in Húnavatn gibt es Unterkünfte für Touristen.

## Einwohnerentwicklung
Wie in vielen Gemeinden Islands war in Hunavatn nach jahrelangem Bevölkerungsrückgang 2006 wieder ein Bevölkerungswachstum festzustellen, der sich 2007 nicht fortsetzte.
| Datum        | Einwohner (Gebietsstand 2006) |
| ------------ | ----------------------------- |
| 1. Dez. 1997 | 461                           |
| 1. Dez. 2003 | 416                           |
| 1. Dez. 2004 | 414                           |
| 1. Dez. 2005 | 405                           |
| 1. Dez. 2006 | 463                           |

## Verkehr
Im Norden des Gemeindegebiets verkehrt der Hringvegur südöstlich des Hóp vorbei nach Blönduós, von wo er später wieder durch das Gemeindegebiet (nordöstlich des Svínavatn) nach Varmahlíð führt.